# Clairance hépatique
La clairance hépatique est un concept en pharmacologie qui quantifie le métabolisme hépatique d'une substance (aliment, médicament, toxique...). 

Lorsqu'une substance est absorbée oralement, une fraction plus ou moins importante ne parvient pas à rejoindre la circulation systémique, à cause des biotransformations hépatiques qu'elle subit. La clairance hépatique est le pourcentage de médicament dégradé au cours de son passage hépatique (et qui n'assure donc pas sa fonction prévue).

La clairance hépatique est un élément majeur de la pharmacocinétique à côté de la clairance rénale et de l'absorption.

## Biotranformations hépatiques
Après avoir été absorbés au niveau de l'intestin, tous les nutriments et autres substances ingérées passent par le système-porte hépatique. Les molécules médicamenteuses peuvent être métabolisées par le foie. Les modifications apportées aux molécules se classent dans deux catégories, les phases I et II.

### phase I
Les réactions de phase I sont dites cataboliques. On retrouve les procédés d'oxydation, d'hydrolyse et de réduction notamment. Ces modifications n'affectent pas l'intégralité des molécules médicamenteuses évidemment (bien que le pourcentage de médicament métabolisé varie énormément selon le type de celui-ci), mais celles qui sont affectées deviennent pour la plupart plus réactives chimiquement et certaines pourraient devenir toxiques.

### phase II
Les réactions de phase II sont dites anaboliques, ou synthétiques, et impliquent une conjugaison, c'est-à-dire l'attachement d'un groupe substituant, tel un méthyle, un sulfate ou un acétyle. Ces réactions inhibent bien souvent l'effet du médicament ; le métabolite résultant est alors inactif et moins liposoluble. Le foie peut soit excréter les métabolites dans la bile, soit les laisser rejoindre la circulation systémique, où peu à peu ils seront filtrés au niveau des tubules rénaux et évacués dans l'urine.

## Modifications de la clairance hépatique
Certains facteurs influencent ces réactions. Par conséquent, le médicament prescrit oralement ne sera pas dégradé comme il aurait dû au niveau du foie et la dose fournie risque alors d'être beaucoup trop forte ou au contraire trop faible. Ainsi des effets secondaires risquent d'être observés, potentiellement dommageables.
- En cas d'insuffisance hépatique le foie le métabolisme hépatique (comme toutes ses autres fonctions) est altéré et il faut en tenir compte dans la posologie des médicaments.
- Différentes substances vont aussi influencer la clairance hépatique si elles sont inductrices ou inhibitrices d'enzymes hépatiques responsables de ce métabolisme. Le groupe d'enzymes le plus important est la famille des cytochromes P450 car elles participent activement au métabolisme des médicaments et déterminent la clairance de ceux-ci. 
  - L'alcool et beaucoup de médicaments ont aussi une action sur les cytochrome p450 dont il faut tenir compte pour éviter les interactions médicamenteuses.
  - Un exemple particulier de ce phénomène est la consommation de pamplemousse (le phénomène est similaire pour le pomelo, fruit de la même famille). Depuis quelques années, il est fortement déconseillé de consommer ces fruits durant la période de médication, puisqu'il a été prouvé qu'ils sont des inhibiteurs des cytochromes P450 3A5.